# Болградський автобус
Болградський автобус — автобусна система м. Болград, одна з найменших в Одеській області.

## Історія
З 15 липня 2016 року було введено мережу міських автобусних маршрутів. Вартість 4 грн.

## Маршрути

### Міські маршрути
| Номер | Кінцева А       | Кінцева Б           |
| ----- | --------------- | ------------------- |
| 1     | Автостанція     | Залізничний вокзал  |
| 2     | Сільгосптехніка | Газове Господарство |

### Приміські (міжміські) маршрути
| Кінцева А | Кінцева Б     |
| --------- | ------------- |
| Болград   | Одеса         |
| Болград   | Ізмаїл        |
| Болград   | Виноградівка  |
| Ізмаїл    | Одеса         |
| Одеса     | Виноградівка  |
| Одеса     | Залізничне    |
| Болград   | Тараклія      |
| Одеса     | Кубей         |
| Ізмаїл    | Городнє       |
| Болград   | Залізничне    |
| Одеса     | Тополине      |
| Болград   | Владичень     |
| Болград   | Городнє       |
| Болград   | Каракурт      |
| Болград   | Олександрівка |
| Болград   | Нові Трояни   |
| Болград   | Виноградне    |
| Болград   | Дмитрівка     |
| Болград   | Василівка     |
| Одеса     | Владичень     |

## Примітка
1. ↑  В райцентре Болград Одесской области запускают городские автобусные маршруты. Пассажирский Транспорт. Процитовано 7 грудня 2023.